# Swemix
Swemix (oftast skrivet SweMix) var ett discjockey- och studiokollektiv, bildat 1986. Verksamheten utvecklades senare till flera skivbolag. 
En frilansjournalist hade i december 1985 kallat samman Stockholms tio hetaste DJ:ar till en gemensam intervju. Efteråt utbyttes idéer om möjligheten att gå samman och skapa egna dansvänliga remixer på samma sätt som amerikanska Hot Tracks och brittiska Disco Mix Club. Ett företag skapades och en källare på Kocksgatan i Stockholm hyrdes där en studio byggdes upp.
De ursprungliga medlemmarna var René Hedemyr (artistnamn JackMaster Fax), Sten Hallström (Stonebridge), Dag Volle (Denniz Pop), Emil Hellman (SoundFactory) och Robert Broman (Mopz Below). Under 1987 tillkom Johan Järpsten (JJ) i gruppen. De satsade 3500 kr var i uppstarten, och alla pengar som drogs in användes till en början för att köpa in mer och mer studioutrustning.
Verksamheten byggde på inofficiella remixer som gavs ut under etiketten Remixed Records. Endast yrkesverksamma discjockeys kunde köpa dessa skivor via en prenumerationstjänst.
Under 1989 började Swemix ge ut skivor kommersiellt under etiketten Swemix med artister som Kayo, Dr. Alban, DaYeene och Stonebridge.  På etiketten Basement Division gavs mer klubb- och hiphoporienterade skivor ut. Distributionen sköttes av Sonet.
För att lansera sina artister för en bredare marknad gav SweMix och Telegram Records Stockholm gemensamt  ut en serie samlingsalbum 1988-1991, Nordik Beats.
Då man ville fokusera mer på den kommersiella skivutgivningen delades Swemix 1991 upp sin verksamhet och sålde av DJ-remix-verksamheten Remixed Reccords till bolagets exportansvarige Giovanni Sconfienza. Samtidigt flyttade studion ut från källaren i Södermalm till större lokaler i Årsta.
1992 splittrade man åter upp företaget: Förlaget och skivbolaget blev Swemix Records and Publishing som togs över av det internationella skivbolaget BMG och under ledning av Denniz Pop och Tom Talomaa blev detta grunden till Cheiron Productions. Musikproduktionen blev Swemix Productions som kom att samarbeta med det brittiska skivbolaget B-Tech. De gav ut skivor på etiketten BTB Records fram till 1996. 
1997 fanns ingen av grundarna kvar i verksamheten, studion lades ner och varumärket Swemix såldes till Giovanni Sconfienza, som fortsatte med skivutgivningen fram till 2005.